# アイ・ゲット・アロング
「アイ・ゲット・アロング」(I Get Along)は、ペット・ショップ・ボーイズの楽曲。8枚目のスタジオ・アルバム『リリース』からの2枚目のシングルとして発売された。
ミュージック・ビデオはブルース・ウェバーが監督を務め、ニューヨークのアーティスト・スタジオの学生達と交流する様子が収められている。

## 収録曲
日本盤 マキシ・シングル
1. アイ・ゲット・アロング (ラジオ・エディット)
2. サーチング・フォー・ザ・フェイス・オブ・ジーザス
3. ビトウィーン・トゥー・アイランズ
4. フレンドリー・ファイヤー
5. ホーム・アンド・ドライ (ブランク&ジョーンズ・リミックス)

## チャート
| チャート (2002年)                        | 最高位 |
| ---------------------------------------- | ------ |
| カナダ (Nielsen SoundScan)               | 25     |
| デンマーク (Tracklisten)                 | 9      |
| ヨーロッパ (Eurochart Hot 100 Singles)   | 41     |
| ドイツ (GfK Entertainment charts)        | 31     |
| ハンガリー (Single Top 40)               | 20     |
| イタリア (FIMI)                          | 35     |
| オランダ (Single Top 100)                | 81     |
| ルーマニア (Romanian Top 100)            | 62     |
| スコットランド (Official Charts Company) | 24     |
| UK シングルス (OCC)                      | 18     |